# Liste der Monuments historiques in Licey-sur-Vingeanne
Die Liste der Monuments historiques in Licey-sur-Vingeanne führt die Monuments historiques in der französischen Gemeinde Licey-sur-Vingeanne auf.

## Liste der Objekte
| Bezeichnung                        | Beschreibung               | Standort                                     | Kennzeichnung | Schutzstatus | Datum | Bild |
| ---------------------------------- | -------------------------- | -------------------------------------------- | ------------- | ------------ | ----- | ---- |
| Glöckchen                          | Bronze, 1524 gegossen      | in der Kirche Assomption-de-la-Vierge (Lage) | PM21001375    | Classé       | 1923  |      |
| Skulptur Madonna mit Kind          | Kalkstein, 15. Jahrhundert | in der Kirche Assomption-de-la-Vierge (Lage) | PM21001376    | Classé       | 1925  |      |
| Zwei Aufsätze für Prozessionsstäbe | Holz, 18. Jahrhundert      | in der Kirche Assomption-de-la-Vierge (Lage) | PM21001377    | Classé       | 1925  |      |